# Дичко Олександр Вікторович
Олекса́ндр Ві́кторович Дичко́ (1 квітня 1990, смт Козлів, Тернопільська область — 6 вересня 2022, військовий шпиталь, м. Кривий Ріг) — український військовослужбовець, старший солдат Збройних сил України, учасник російсько-української війни. Кавалер ордена «За мужність» III ступеня (2024, посмертно).

## Життєпис
Олександр Дичко народився 1 квітня 1990 року в смт Козлові, нині Козлівської громади Тернопільського району Тернопільської области України.
Працював пожежником у місцевій частині.
Від 2014 року був учасником АТО, пройшов Іловайський котел, Дебальцеве. З початком повномасштабного російського вторгнення знову на фронті. Служив у складі 128-ї окремої гірсько-штурмової бригади. 1 вересня 2022 року зазнав серйозного поранення в боях на півдні України. Помер 6 вересня 2022 року у військовому шпиталі м. Кривий Ріг.
Похований 12 вересня 2022 року в рідному селищі.
Залишилися батьки, дружина, брат і сестра.

## Нагороди
- орден «За мужність» III ступеня (12 лютого 2024, посмертно) — за особисту мужність, виявлену у захисті державного суверенітету та територіальної цілісності України, самовіддане виконання військового обов'язку[1].

## Вшанування пам'яті
У листопаді 2023 року в с. Вівся Тернопільського району з ініціативи батька Віктора Дичка та родини було відкрито й освячено фігуру Матері Божої на честь Олександра Дичка.